# Mouvement révolutionnaire bolivarien - 200

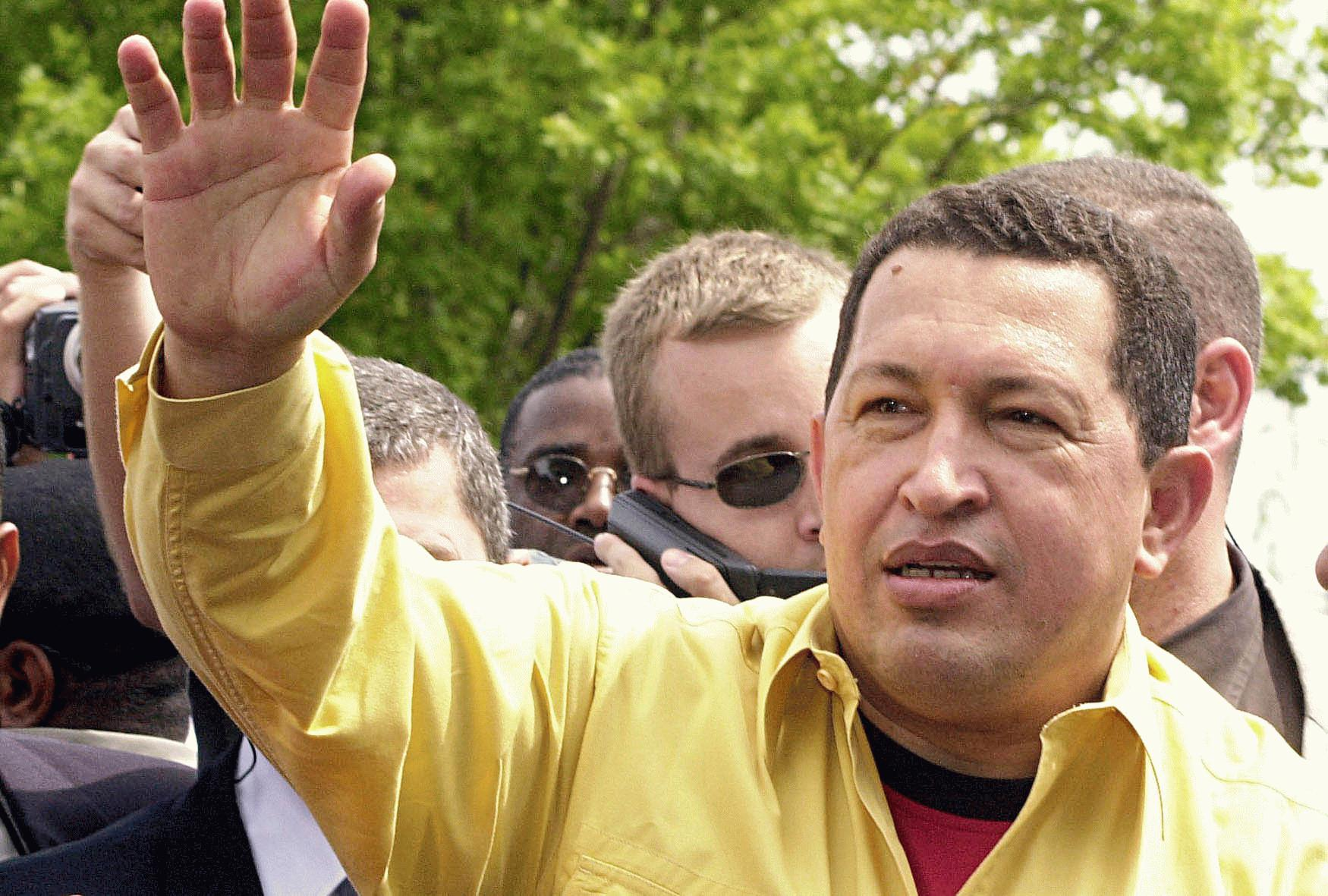
Hugo Chávez à Porto Alegre au Brésil en 2003.

Le Mouvement révolutionnaire bolivarien - 200 (en espagnol Movimiento Bolivariano Revolucionario - 200, Movimiento Bolivariano Revolucionario 200 ou MBR-200) était le mouvement politique et social qu'Hugo Chávez fonda en 1982. Il planifia et exécuta un coup d'État le 4 février 1992 qui échoua.
Il naquit le 17 décembre 1982 et s'éteignit[évasif] en juillet 1997 pour laisser place au Mouvement Cinquième République qui soutient Hugo Chávez pour la présidentielle de 1999.